# Mesochorus tucumanensis
Mesochorus tucumanensis là một loài tò vò trong họ Ichneumonidae.